# Servio Sulpicio Rufo (tribuno consular 388 a. C.)
Servio Sulpicio Rufo (en latín Servius Sulpicius Rufus) fue tribuno consular tres veces, es decir, en los años 388 a. C., 384 a. C. y 383 a. C..